# Team Yankee
Team Yankee est un roman de type techno-thriller écrit par Harold Coyle en 1987. Son intrigue est située dans une hypothétique Troisième Guerre mondiale basé sur le scénario du roman La Guerre planétaire du général britannique Sir John Hackett publié en 1982. 
En France, il est édité par l'état-major de l'Armée de terre en 1990 puis par le 12e régiment de cuirassés en décembre 2012 et n'est pas dans le commerce.

## Synopsis

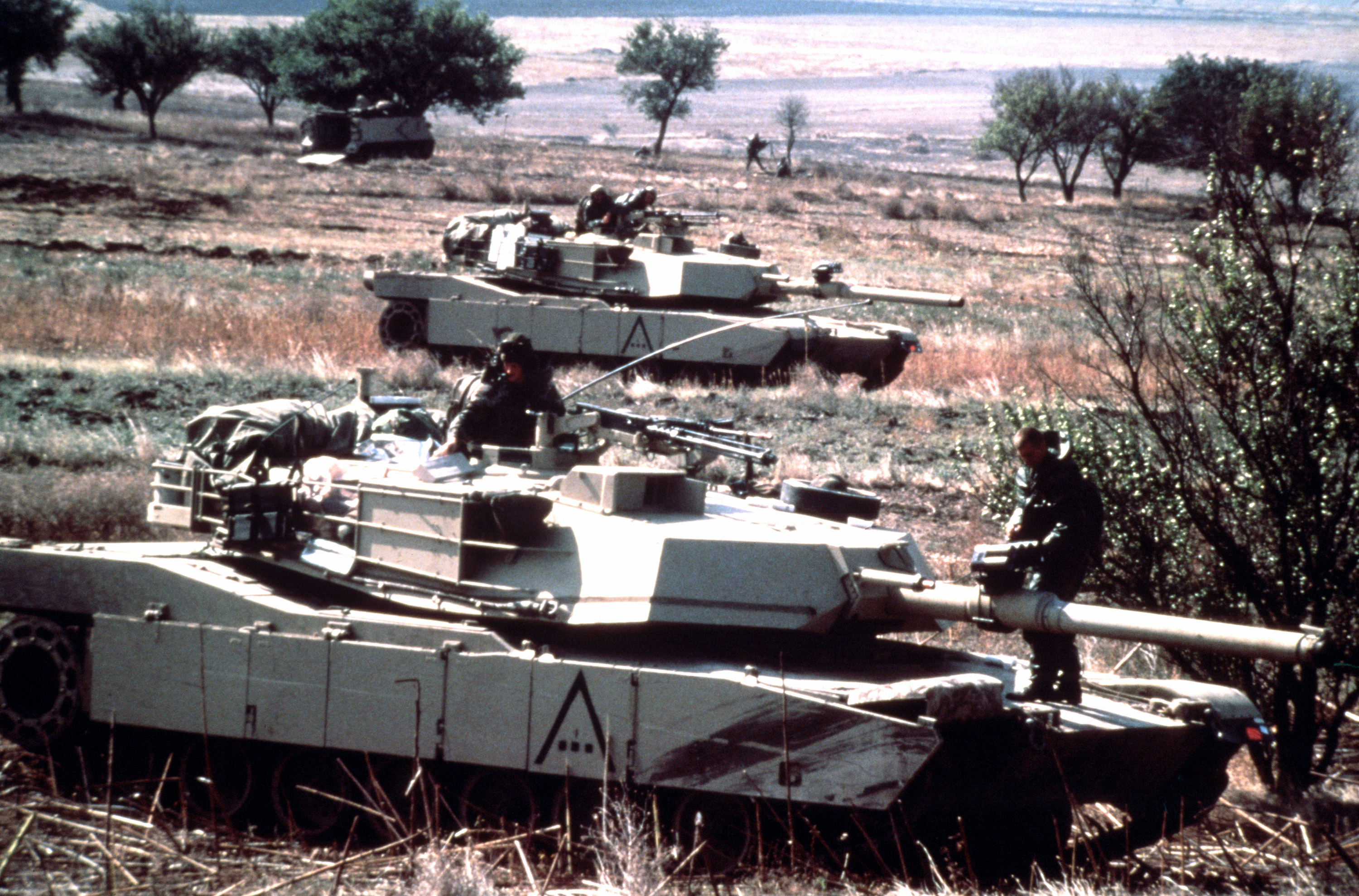
Des chars M1 en Allemagne de l'Ouest en 1987, un M113 en arrière plan.

Durant la guerre Iran-Irak, dans les années 1980, l'Iran attaque des navires civils dans l'océan Indien mi-juillet. Un abordage entre navires de guerre américains et soviétiques conduit à des échanges de tirs, la tension monte inexorablement entre les superpuissances et la mobilisation est déclenché le 1er août.
La Troisième Guerre mondiale éclate lorsque le Pacte de Varsovie envahi les nations européennes de l'OTAN le 3 août.
On suit les combats d'un sous-groupement blindé, la Team Yankee, composé au départ d'une compagnie de dix chars M1 Abrams armés de canons de 105 mm renforcée par de l'infanterie mécanisée armé de missiles antichars M47 Dragon sur cinq M113 et de deux M901 ITV lance-missiles, de l'United States Army en Europe stationner en Allemagne de l'ouest tandis que les familles des militaires sont évacués.
La Team Yankee affronte dès le premier jour du conflit des unités blindées de l'Armée de terre soviétique qui utilise les armes chimiques pour tenter de briser sa ligne de défense en retrait de la frontière interallemande. C'est le début d'une guerre extrêmement brutale de deux semaines.

## Adaptations

### Jeu de plateau
Un jeu de plateau Team Yankee est sorti en 1987, il a été conçu par Frank Chadwick et Marc W. Miller. Il est édité par Game Designers' Workshop.

### Comics
Un comics en six numéros également intitulé Team Yankee est édité à partir de janvier 1989 par First Comics. Il a été créé par David Drake.

### Jeu vidéo
Team Yankee est un jeu vidéo de stratégie en temps réel et de simulation édité par Empire Software, sorti en 1987 sur Amiga, Atari ST et DOS.